# (24722) 1991 TK
(24722) 1991 TK là một tiểu hành tinh vành đai chính. Nó được phát hiện bởi Robert H. McNaught ở Đài thiên văn Siding Spring ở Coonabarabran, New South Wales, Australia, ngày 1 tháng 10 năm 1991.